# Любимівський заказник

«Любимівський» — ботанічний заказник місцевого значення. Заказник розташований на території Вишгородського району Київської області, займає площу 23,2 га. 
Об’єкт розташовується в Вишгородському районі в межах Любимівської сільської ради. Знаходиться в межах Дніпровського лісництва ДП «Димерське лісове господарство», квартал 39, виділи 1, 5, 7, 12, квартал 40, виділ 6. 
Був створений рішенням Київського облвиконкому № 441 від 18 грудня 1984 р.
Сосново-березові насадження. У підліску рясно зростає чорниця – цінний лікарський вид.

## Скасування
Об'єкт скасований згідно з рішенням Київської обласної ради від 22.06.2020 N 879-35-VII "Про оголошення нововиявлених територій та об’єктів природно-заповідного фонду місцевого значення, скасування статусу та зміну меж існуючих територій та об’єктів природно-заповідного фонду місцевого значення на території Київської області" .